# Henry Hamilton
Pour les articles homonymes, voir Hamilton.
Henry Hamilton (c.1734 – 29 septembre 1796) est un officier et administrateur colonial britannique né en Irlande. Il fut fait prisonnier durant la guerre d'indépendance américaine alors qu'il était le lieutenant-gouverneur de l'établissement britannique de Fort Detroit. Il fut aussi lieutenant-gouverneur de la province de Québec sous Haldimand.

## Début de carrière
Hamilton est probablement né à Dublin. Il était le fils cadet de Henry Hamilton (1692–1743), député de Donegal au parlement irlandais. Il passa sa jeunesse à Cork, puis commença sa carrière militaire quand son père lui acheta une commission au 15e régiment d'infanterie en 1755. Il participa à la guerre de Sept Ans en Amérique, notamment lors de la prise de Louisbourg et de la bataille des plaines d'Abraham. Avec l'appui du lieutenant-gouverneur du Canada Guy Carleton, Hamilton accéda au grade de major de brigade. En 1775, il vendit sa commission et quitta l'armée pour entreprendre une carrière politique.

## La guerre d'indépendance américaine
En 1775, Hamilton fut nommé lieutenant-gouverneur et surintendant des affaires indiennes à Fort Detroit, un des cinq nouveaux postes de lieutenant-gouverneur créés par suite du récent agrandissement de la Province de Québec. La guerre d'indépendance des États-Unis était déjà commencée à l'arrivée de Hamilton à Détroit. Il se retrouvait dans une situation délicate: en tant que gouverneur civil, son autorité sur les troupes était incertaine, et les habitants de la région, principalement des Canadiens (francophones) et des Amérindiens, n'étaient pas bien disposés face à l'administration britannique.
Hamilton se révéla être un adroit diplomate dans ses relations avec les Amérindiens, établissant de bonnes relations avec les chefs locaux. Au début de la guerre, les Britanniques ne voulaient pas se servir des Amérindiens comme alliés combattants, mais de nouvelles instructions reçues en 1777 demandaient à Hamilton d'encourager les raids amérindiens sur les établissements frontaliers de Virginie et de Pennsylvanie. C'était une politique controversée car il était inévitable que des colons civils seraient tués durant ces raids. Hamilton tenta de limiter les pertes civiles en envoyant des officiers britanniques et des miliciens canadiens avec les troupes d'Amérindiens. Néanmoins, des centaines de colons du Kentucky et de l'ouest de la Pennsylvanie furent tués et souvent scalpés par les bandes armées. Aux États-Unis, Hamilton acquit le surnom de «Général acheteur de scalps» (Hair-buyer General), à cause des sommes qu'il aurait versées aux Amérindiens en échange des chevelures des colons, et devint ainsi l'objet d'une haine tenace de la part des Américains. Cependant aucune preuve irréfutable de ce commerce n'a semble-t-il été trouvée.
En 1778, des milices de Virginie sous le commandement du colonel George Rogers Clark capturèrent quelques postes britanniques peu défendus dans la région de l'Illinois, notamment Kaskaskia et Vincennes. À la fin d'août, Hamilton arriva de Détroit et réussit à reprendre Vincennes au début de l'hiver. Cependant, Clark revint par surprise en février 1779, reprit le fort et captura Hamilton.
À cause de son implication dans les raids Amérindiens, les Virginiens considéraient Hamilton comme un criminel de guerre plutôt que comme un prisonnier de guerre ordinaire. Clark envoya Hamilton à Williamsburg (Virginie) sous la garde du gouverneur Thomas Jefferson qui le gardait souvent les fers aux pieds. Après 18 mois de captivité, et grâce à l'intervention de George Washington, Hamilton fut finalement libéré sur parole au début de 1781 et put retourner à Londres à la faveur d'un échange de prisonniers.

## Carrière subséquente
Hamilton fut bientôt nommé lieutenant-gouverneur de la province de Québec en remplacement d'Hector Cramahé, sur la recommandation de Haldimand. Il repassa au Canada en juin 1782, et il prit dès son arrivée partie en faveur des colons et marchands britanniques, la plupart du temps en opposition au gouverneur Haldimand. Celui-ci ne pouvait cependant pas le limoger. Quand Haldimand dut se rendre en Angleterre à l'automne 1784, Hamilton prit la responsabilité de la colonie. Durant son administration, l'opposition entre le French party de l'entourage de Haldimand, et les partisans de Hamilton fut orageuse. Cette lutte fut la cause de la révocation de Hamilton, qui dut remettre le pouvoir à Henry Hope et rentrer en Grande-Bretagne le 2 novembre 1785. Plus tard il devint gouverneur des Bermudes (1786-1793) et de la Dominique (1795-1796). Il se maria à un âge avancé à Elizabeth Lee, et leur fille unique mourut sans enfants en 1871. Hamilton mourut à Antigua en 1796 durant son mandat de gouverneur de la Dominique.
Il donna son nom à la capitale des Bermudes, desquelles il était gouverneur quand la ville fut fondée en 1783.